# آزومینو ۷۸۵۱
سیارک ۷۸۵۱ (به انگلیسی: 7851 Azumino، نامگذاری:1996YW2) هفت هزار و هشتصد و پنجاه و یکمین سیارک کشف شده‌است که در ۲۹ دسامبر ۱۹۹۶ کشف شد.
قدر مطلق سیارک برابر ۱۳٫۱۰ است.